# Agusta A.101
Agusta A.101 – włoski prototypowy ciężki śmigłowiec transportowy opracowany przez spółkę Agusta w latach sześćdziesiątych XX wieku. Wybudowano jeden prototyp.

## Historia
Pod koniec lat pięćdziesiątych XX wieku spółka Agusta podjęła decyzję o opracowaniu nowego, własnego śmigłowca. Nowa maszyna miała być ciężkim śmigłowcem transportowym. Jej głównym przeznaczeniem miał być przede transport żołnierzy i zaopatrzenia oraz pełnienie misji SAR. Projekt nowego śmigłowca zaprezentowano w 1958 roku. Oblot prototypu miał miejsce 19 października 1964 roku. Prototyp oznaczono jako AZ.101, z czasem oznaczenie zmieniono na Agusta A.101G. Głównym celem konstruktorów było opracowanie maszyny dysponującej dużymi możliwościami transportowymi, dodatkowo zastosowano w niej dużo oryginalnych rozwiązań technicznych niespotykanych wówczas na rynku. Agusta A.101 był największym śmigłowcem, jaki został kiedykolwiek wyprodukowano we Włoszech.
Wybudowano jeden główny prototyp i według niektórych źródeł, od 3 do 8 maszyn serii przedprodukcyjnej, które wykorzystywane były w Aeronautica Militare do testów. Były one konstrukcją udaną, jednak bolączką A.101 były słabe osiągi, mimo zastosowania trzech silników. Problem ten miała rozwiązać projektowana wersja A.101H, która wyposażona była w trzy silniki General Electric T58, jednak prace nad tą wersją zostały zarzucone. Próby śmigłowca  A.101 prowadzono do lata 1971 roku, po czym cały projekt został zarzucony przez przestarzałą wówczas konstrukcję, która nie dorównywała zagranicznym odpowiednikom. W momencie oblotu A.101 był nowoczesną maszyną, jednak na początku lat siedemdziesiątych była to już relatywnie stara konstrukcja. 

## Konstrukcja
Agusta A.101 to ciężki śmigłowiec transportowy napędzany za pośrednictwem trzech silników turbowałowych Rolls-Royce Gnome H.1400 o mocy 1000 kW (1400 KM). Pozwalało to osiągnąć prędkość maksymalną wynoszącą 241 km/h i przelotową 180 km/h. Czteropłatowy wirnik główny miał średnicę 20,4 m. Śmigło ogonowe, które mieściło się na końcu belki ogonowej, miało sześć płatów. Masa startowa maszyny wynosiła około 12 900 kg. Dysponował on udźwigiem 5000 kg. W zależności od konfiguracji, śmigłowiec miał być w stanie przetransportować maksymalnie 35 żołnierzy, 5000 kg ładunku, lub 18 rannych na noszach i 5 sanitariuszy. Z kadłuba umieszczono rampę załadunkową. W przedniej części kadłuba za kokpitem znajdowała się para przesuwanych drzwi, które ulokowano bo obu jego stronach. 
Zaprojektowano także powiększoną wersję maszyny, oznaczoną jako A.101H. Przeprojektowano kadłub wydłużając go o 3 metry, wirnik pozostał bez zmian i zainstalowano mocniejsze silniki General Electric T58, jednak projekt ten nie doczekał się realizacji.